# Aquí nadie debería ser pobre
Aquí nadie debería ser pobre es el quinto álbum musical realizado por la banda de rock Sinergia. 
Aquí Nadie Debería Ser Pobre ha sido calificado por la banda como el disco más contingente y roquero de su carrera, siendo comparado a sus primeros dos discos, favoritos de sus seguidores. Las canciones de este nuevo disco reafirman la aguda mirada de Sinergia a la idiosincrasia de nuestra sociedad, con un fin crítico y también divertido. 
El primer sencillo del disco 'Toy Chato' no contó con video musical, pues fue lanzado con su propia red social llamada toychato.cl, que contó con publicidad callejar y en que el público podía escuchar la canción y dejar comentarios o videos sobre qué es lo que los tiene chatos (hastiados).

## Lista de canciones
Todas las canciones escritas y compuestas por Don Rorro. 
| N.º | Título                     | Duración |  |
| 1.  | «Toy Chato»                | 2:45     |  |
| 2.  | «Día del Sexo»             | 2:40     |  |
| 3.  | «Corazón Rebelde»          | 2:51     |  |
| 4.  | «Química»                  | 3:09     |  |
| 5.  | «El Demonio de las Deudas» | 4:22     |  |
| 6.  | «Marchando»                | 3:08     |  |
| 7.  | «Eslabón»                  | 3:05     |  |
| 8.  | «Baila Hasta el Fin»       | 2:45     |  |
| 9.  | «Justo Justo»              | 3:00     |  |
| 10. | «Me Tiene Loco»            | 3:28     |  |
| 11. | «Blanquita»                | 2:53     |  |
| 12. | «Mensaje de Texto»         | 2:49     |  |

## Créditos
- Rodrigo "Don Rorro" Osorio- Voz.
- Pedro "Pedrale" López - Guitarra.
- Ariel "Arielarko" González - Bajo.
- Bruno "Brunanza" Godoy - Batería.
- Paul DJ Panoramix Eberhard - Percusiones.
- Jaime "Humitas Con Tomate" García Silva - Teclados , Sintetizadores.